# گمینا اوشچنا (استان لهستان بزرگ‌تر)
گمینا اوشچنا (استان لهستان بزرگ‌تر) (به لهستانی:  Gmina Osieczna) یک گمینا در لهستان است که در شهرستان لشنو واقع شده‌است. گمینا اوشچنا ۱۲۸٫۷۳ کیلومتر مربع مساحت و ۸٬۵۷۶ نفر جمعیت دارد.